# Liste des succès des U-Boote
La liste des succès des U-Boote contient le nom des U-Boote allemand en opération pendant les Première et Seconde Guerre mondiale en fonction du total de tonnage coulés chez l'ennemi.

## Première Guerre mondiale
Cette liste comprend les cinq meilleurs résultats obtenus par les U-Boote durant la Première Guerre mondiale. Seuls les navires commerciaux (navire cargo) et les navires militaires coulés sont comptabilisés, ne sont pas inclus les navires endommagés.
Top-5 des résultats des U-Boote de la Première Guerre mondiale
| U-boot | Type | Date opérationnelle | Tonnage coulé en tonneaux | Navires coulés | Patrouilles | Destin                        | Commandants                                                                              |
| ------ | ---- | ------------------- | ------------------------- | -------------- | ----------- | ----------------------------- | ---------------------------------------------------------------------------------------- |
| U-35   | U 31 | 3 novembre 1914     | 539 741                   | 224            | 17          | Reddition le 26 novembre 1918 | Waldemar Kophamel, Lothar von Arnauld de la Perière, Ernst von Voigt, Heino von Heimburg |
| U-39   | U 31 | 13 janvier 1915     | 404 478                   | 154            | 19          | Reddition le 22 mars 1919     | Hans Kratzsch, Walter Forstmann, Heinrich Metzger                                        |
| U-38   | U 31 | 15 décembre 1914    | 299 985                   | 137            | 17          | Reddition le 23 février 1919  | Max Valentiner, Wilhelm Canaris, Hans Heinrich Wurmbach, Clemens Wickel                  |
| U-34   | U 31 | 5 octobre 1914      | 262 886                   | 121            | 17          | Disparu le 8 octobre 1918     | Claus Rücker, Johannes Klasing, Wilhelm Canaris                                          |
| U-33   | U 31 | 27 septembre 1914   | 229 598                   | 84             | 16          | Reddition le 16 janvier 1919  | Konrad Gansser, Gustav Sieß, Hellmuth von Doemming                                       |

## Seconde Guerre mondiale
Cette liste comprend les dix meilleurs résultats obtenus par les U-Boote durant la Seconde Guerre mondiale. Seuls les navires commerciaux (navire cargo) et les navires militaires coulés sont comptabilisés, ne sont pas inclus les navires endommagés.
Top-10 des résultats des U-Boote de la Seconde Guerre mondiale
| U-boot | Type | Date opérationnelle | Tonnage coulé en tonneaux | Navires coulés | Patrouilles | Destin | Commandants                                                                                    |
| ------ | ---- | ------------------- | ------------------------- | -------------- | ----------- | --- | ---------------------------------------------------------------------------------------------- |
| U-48   | VIIB | 22 avril 1939       | 307 935                   | 52             | 12          | Sabordé le 3 mai 1945 | Herbert Schultze, Hans-Rudolf Rösing, Heinrich Bleichrodt (en)                                 |
| U-99   | VIIB | 18 avril 1940       | 244 658                   | 38             | 8           | Sabordé le 17 mars 1941 après avoir reçu des charges de profondeur du navire HMS Walker (en)                                                 | Otto Kretschmer                                                                                |
| U-103  | IXB  | 18 avril 1940       | 237 596                   | 45             | 11          | Désarmé en mars 1944. Coulé par des bombes à Kiel le 15 avril 1945                                                                           | Viktor Schütze, Werner Winter                                                                  |
| U-124  | IXB  | 11 juin 1940        | 224 953                   | 48             | 11          | Coulé avec tout l'équipage le 2 avril 1943 après avoir reçu des charges de profondeur des navires HMS Stonecrop (en) et HMS Black Swan.      | Georg-Wilhelm Schulz, Johann Mohr                                                              |
| U-123  | IXB  | 30 mai 1940         | 223 816                   | 44             | 12          | Désarmé en juin 1944. Sabordé dans le port de Lorient le 19 août 1944. Remis en service par la France sous le nom de Blaison.                | Karl-Heinz Moehle, Reinhard Hardegen, Horst von Schroeter                                      |
| U-107  | IXB  | 8 octobre 1940      | 217 786                   | 39             | 14          | Coulé avec tout l'équipage le 18 août 1944 après avoir reçu des charges de profondeur d'avions Sunderland de la RAF 201 Squadron (en).       | Günter Hessler (en), Harald Gelhaus (en), Volker Simmermacher, Karl-Heinz Fritz                |
| U-37   | IX   | 4 août 1938         | 202 528                   | 55             | 11          | Sabordé le 8 mai 1945 | Heinrich Schuch, Werner Hartmann (en), Victor Oehrn, Asmus Nicolai Clausen, Ulrich Folkers     |
| U-66   | IXC  | 20 mai 1940         | 200 021                   | 33             | 12          | Coulé le 6 mai 1944 par des Grumman Wildcat et Avenger de l'USS Block Island et l'USS Buckley (en)                                           | Richard Zapp (en), Friedrich Markworth, Paul Frerks, Gerhard Seehausen                         |
| U-68   | IXC  | 11 février 1941     | 197 998                   | 33             | 10          | Coulé le 10 avril 1944, après avoir reçu des charges de profondeur et des roquettes par des Grumman Wildcat et Avenger de l'USS Guadalcanal. | Karl-Friedrich Merten, Albert Lauzemis, Ekkehard Scherraus, Gerhard Seehausen, Albert Lauzemis |
| U-47   | VIIB | 17 décembre 1938    | 191 919                   | 31             | 10          | Disparu avec tout son équipage le 7 mars 1941. Potentiellement coulé par le destroyer HMS Wolverine.                                         | Günther Prien                                                                                  |